# Chiesa di San Francesco (Filottrano)
La chiesa San Francesco è un luogo di culto cattolico di Filottrano (AN), nelle Marche.
Rappresenta uno dei più importanti monumenti dell'abitato e un notevole esempio di stile tardobarocco della regione.
Sorge al centro del paese, chiudendo con il fianco sinistro la piazza principale ove sorge il Palazzo comunale.

## Storia e descrizione

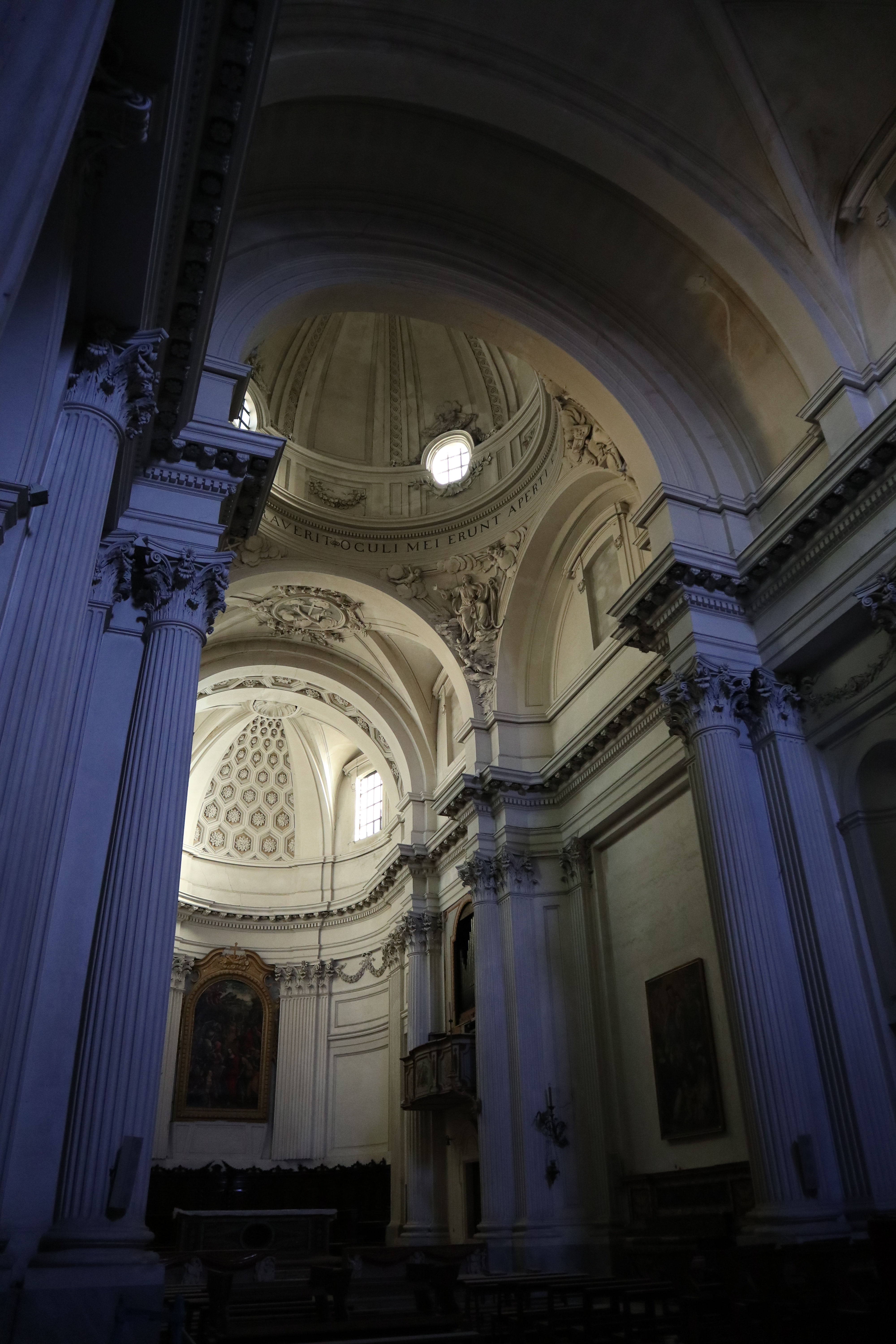
Veduta dell'interno.

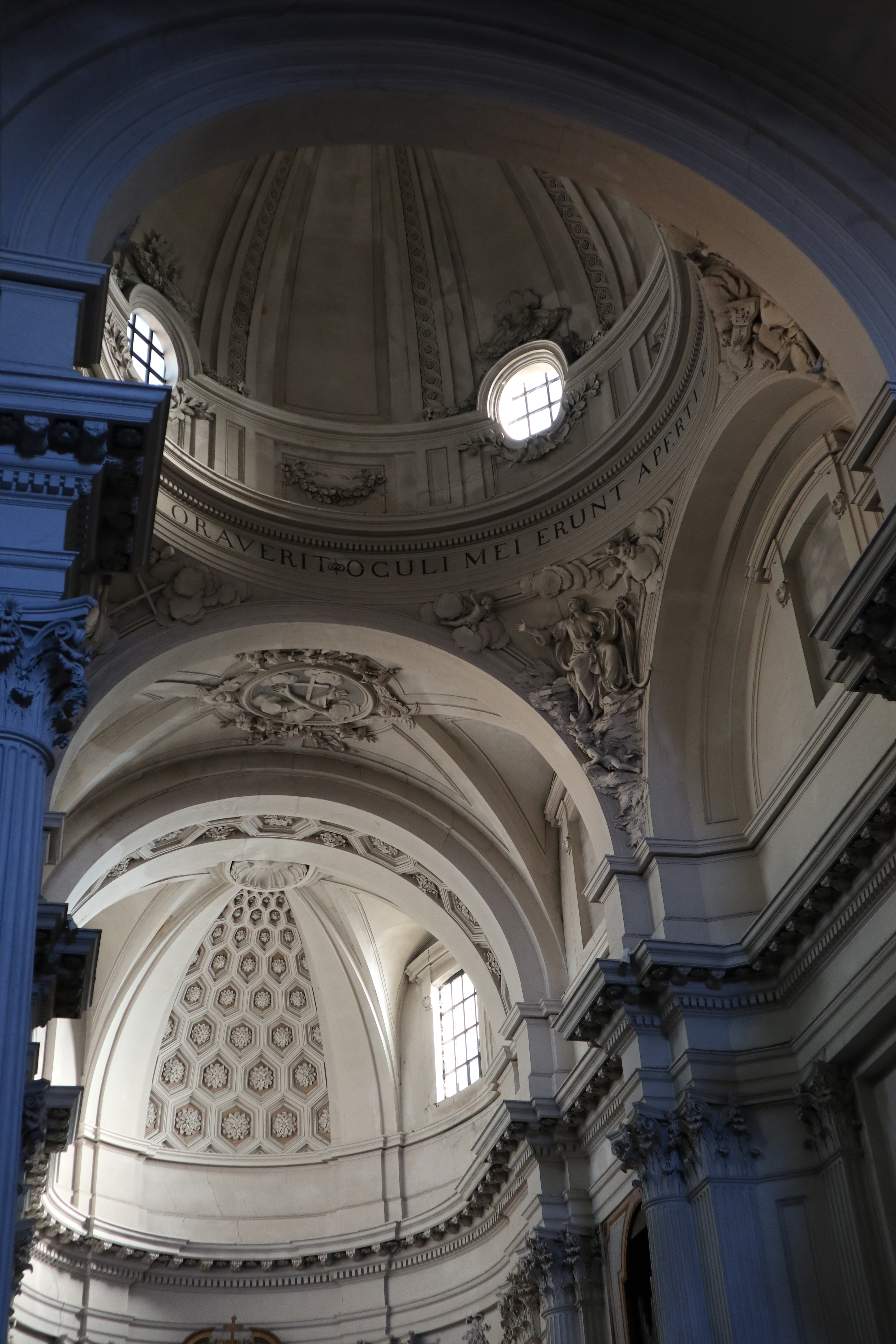
Le volte del presbiterio con la cupola.

In questo luogo, nel XIV secolo si stabilirono i frati conventuali che vi eressero una prima chiesa dedicata a San Rocco. Di questo edificio si conserva ancor oggi il portale, quattrocentesco,  sulla facciata, arricchito dagli stemmi delle famiglie nobili committenti.
Nel 1531 venne iniziata la costruzione dell'odierna chiesa dedicata a San Francesco. La facciata è rimasta incompiuta, e l'interno venne completamente rimaneggiato nel XVIII secolo.
L'interno, di grandi dimensioni, è di chiaro stile tardobarocco, ricco di decorazioni a stucco in toni bianchi e avorio. Si presenta a navata unica con due altari per ogni lato, presbiterio rialzato con abside semicircolare e cupola. Lo spazio è ritmato longitudinalmente da grandi semi-colonne corinzie scanalate addossate alle pareti che reggono un cornicione fortemente aggettante dal quale parte la volta a botte lunettata.
Gli altari, impreziositi da marmi policromi, accolgono diverse tele, fra cui emergono la pala dell’altar maggiore raffigurante la Resurrezione di Lazzaro, opera del 1543 del fanese Pompeo Morganti, e la Madonna del Rosario, del 1571, di Ercole Ramazzani.
Il presbiterio, chiuso da balaustra con puttini in marmo rosa del Settecento, accoglie un elegante coro ligneo coevo.